# Seznam moravských šlechtických rodů, L
Tento seznam obsahuje výčet šlechtických rodů, které byly v minulosti spjaty s Markrabstvím moravským. Podmínkou uvedení je držba majetku, která byla v minulosti jedním z hlavních atributů šlechty, případně, zejména u šlechty novodobé, jejich služby ve státní správě na území Moravy či podnikatelské aktivity. Platí rovněž, že u šlechty, která nedržela konkrétní nemovitý majetek, jsou uvedeny celé rody, tj. rodiny, které na daném území žily alespoň po dvě generace, nejsou tudíž zahrnuti a počítáni za domácí šlechtu jednotlivci, kteří na Moravě vykonávali pouze určité funkce (politické, vojenské apod.) po přechodnou či krátkou dobu. Nejsou rovněž zahrnuti církevní hodnostáři z řad šlechty, kteří pocházeli ze šlechtických rodů z jiných zemí.

## L
- Langové z Langenfelsu[1]
- Langnachtové ze Střílného[1]
- Lavínové z Otenfeldu[1]
- z Layfersdorfu[1]
- Leblové z Ehrenštejna[1]
- Lederer-Trattnernové[2]
- Leitenbergerové[2]
- z Lešan[3]
- Levetzowové[2]
- Lhotští z Ptení[1]
- Lidlové z Lidlova[1]
- Lichtenburkové
- Lichtenštejnové
- Lichtenstein-Castelcornové
- z Linavy
- Lipanští z Lipan
- Lipenští z Tejna[1]
- z Lipé
- Lobkovicové
- z Lomnice
- Loudonové[2]
- Lubomirští[2]
- z Ludanic